# جمر الغضا (مسلسل)
جمر الغضا - براري الشوق هو مسلسل درامي، بدوي، مغامرات، وتشويق من إنتاج المركز العربي للإنتاج الإعلامي - الأردن، المنتج عدنان العوامله، المنتج التنفيذي طلال العوامله، إخراج حسن أبو شعيرة، و أنور السعودي، كتابة جبريل الشيخ، بطولة زهير النوباني، منذر رياحنة، لاميتا فرنجية، واخرون.
قصص حب وحرب تدور أحداثها بين قبائل بدوية في نهايات العهد العثماني حيث كانت تعيش في صحاريها وعلى تخومها جيوش الأتراك الغرباء الذين يتناقضون تمام التناقض مع البداوة، فهم دولة قانون ونظام والقبائل البدوية هي مجتمعات عرقية ترى نظام الدولة نوعاً من التسلط المرفوض، مما شكل إرهاصات لفكرة التخلص من الحكم العثماني لدى تلك القبائلِ وأهلها.

## قصة المسلسل
أراد الأتراك في نهاية عهد دولتهم فرض هيمنة الدولة والنظام على البدو وهم قبائل عرقية تعتبر الدولة نوعا من التسلط، مما شكل إرهاصات لفكرة التخلص من الحكم العثماني. إضافة إلى ما تعيشه هذه القبائل فيما بينها من قصص الحب والغزوات وما تربطهم من سوادي وتقاليد.
تبدأ أحداث هذا العمل بغزو ضخم يحمل طابع الثأر والرد على غزو سابق، حيث يقوم الشيخ ابن صافي، وهو مقاتل عنيف بالهجوم على قبيلة الشيخ راجح، فيقتل الشيخ ابن صافي رجلاً اسمه (معدي)، لتندفع طروش امرأة القتيل وترتمي بحزن على جثة زوجها القتيل، فأثارت انتباه ابن صافي، فتندفع ضارعة متوسلة إليه صارخة بوجهه اقتلني ولا تتركني من بعده للمهانة. يصدم ابن صافي لموقفها المأساوي، ويحاول أن يبرر لها هذه القسوة، ويتراءى له أن هذه المرأة لا أهل لها، فيلقي إليها بكيس نقود ويقول لها: هذه دية عن زوجك وأنا الشيخ ابن صافي وإن جارت عليك الأيام فتعالي إلي.

## بطولة
- منذر رياحنة
- زهير النوباني
- لاميتا فرنجية
- ناريمان عبد الكريم
- نجلاء عبد الله
- رفعت النجار
- سهير عودة
- حابس حسين
- صلاح الحوراني
- أحمد موسى